# Nieszkowskia
Nieszkowskia – rodzaj trylobitów, z rzędu Phacopida. Żył w okresie ordowiku (arenig–karadok). Skamieniałości znane są z Europy (Szwecja, Norwegia) i Ameryki Północnej. Nazwa rodzaju upamiętnia polskiego przyrodnika Jana Nieszkowskiego.
Gatunki:
- Nieszkowskia jakei Edgecombe, Chatterton, Vaccari & Waisfeld, 1999
- Nieszkowskia yongyii Edgecombe, Chatterton, Vaccari & Waisfeld, 1999
- Nieszkowskia ahti Öpik, 1928
- Nieszkowskia tumidus
- Nieszkowskia excelsus
- Nieszkowskia cephaloceras (Nieszkowski, 1857)
- Nieszkowskia capitalis Öpik, 1928